# 雷蒙多·奥尔西
雷蒙多·奥尔西（西班牙語：Raimundo Orsi，1901年12月2日—1986年4月6日），阿根廷、意大利男子足球运动员，司职翼锋。他曾代表阿根廷参加1928年夏季奥林匹克运动会足球比赛，获得一枚银牌。